# Maximilian Wagener
Maximilian Wagener (* 3. Januar 1995 in Wülfrath) ist ein deutscher Fußballspieler. Er steht beim Oberligisten VfB 03 Hilden unter Vertrag.

## Karriere

### Vereine
Maximilian Wagener hatte seine Karriere beim 1. FC Wülfrath begonnen, bevor er 2003 in die Jugendabteilung von Bayer 04 Leverkusen wechselte. Dort durchlief er alle Jugendmannschaften. Am 12. März 2014 absolvierte er sein Profidebüt, als er bei der 1:2-Niederlage im Achtelfinal-Rückspiel der UEFA Champions League gegen Paris Saint-Germain in der 78. Spielminute für Stefan Reinartz eingewechselt wurde. Am folgenden Spieltag saß er erstmals bei einem Bundesligaspiel auf der Ersatzbank. Bei der 1:2-Niederlage beim FC Bayern München wurde er allerdings nicht eingewechselt.
Da Wagener zur Saison 2014/15 ins Herrenalter kam und der Verein seine U-23 abgemeldet hatte, rückte er fest in den Profikader auf. Um Spielpraxis zu sammeln, wurde er am 1. September 2014 bis zum Saisonende in die 3. Liga an den VfL Osnabrück ausgeliehen. Dort kam er auf zehn Ligaeinsätze. In der zweiten Mannschaft des Vereins kam er einmal zum Einsatz.
Zur Saison 2015/16 wurde Wagener innerhalb der 3. Liga an die zweite Mannschaft des 1. FSV Mainz 05 weiterverliehen. Sein Ligadebüt für Mainz II gab er am 25. Juli 2015 (1. Spieltag) in Kiel, als er in der 83. Minute für Lucas Höler eingewechselt wurde. Bis zum Saisonende stand er in weiteren 18 Partien im Kader, kam jedoch nur noch am vorletzten Spieltag zu einer weiteren Einwechslung.
Nach seiner Rückkehr zu Bayer 04 Leverkusen im Juli 2016 wurde Wagener nicht in den Profikader aufgenommen. Anstelle dessen nahm er als Probespieler an Testspielen des Regionalligisten SG Wattenscheid 09 teil. Am 22. Juli verkündeten beide Vereine den festen Wechsel Wageners nach Wattenscheid. Für den Verein debütierte er am 12. November 2016 – dem 17. Spieltag – in der Regionalliga-Auswärtspartie bei Rot-Weiss Ahlen mit einer Einwechslung in der Nachspielzeit für Demir Tumbul. Es blieb sein einziger Einsatz in der Liga. In der Winterpause löste er seinen Vertrag auf und wechselte im Januar 2017 zur SSVg Velbert in die Oberliga. Im Sommer 2020 erfolgte sein ligainterner Wechsel zum VfB 03 Hilden.

### Nationalmannschaft
Wagener absolvierte am 16. April 2014 sein bisher einziges Spiel für eine deutsche Auswahl im Spiel der U-19 gegen Belgien.